# Liriomyza smilacinae
Liriomyza smilacinae är en tvåvingeart som beskrevs av Spencer 1969. Liriomyza smilacinae ingår i släktet Liriomyza och familjen minerarflugor. Inga underarter finns listade i Catalogue of Life.